# Хорватія на літніх Олімпійських іграх 1996
Хорватія на літніх Олімпійських іграх  1996 була представлена 84  спортсменами у 14 видах спорту. 

## Медалісти
| Медаль | Спортсмени | Вид спорту | Дисципліна |
| ------ | --- | ---------- | ---------- |
| Золото | Патрік Чавар Славко Голужа Божидар Йович Ненад Кляїч Веніо Лосерт Вальтер Матошевич Альваро Начинович Горан Перковац Ізток Пуц Златко Сарачевич Ірфан Смайлагич Бруно Гудель Зоран Микулич Владімір Єльчич Валнер Франкович Владимир Шуйстер | гандбол    | чоловіки   |
| Срібло | Маро Балич Дамір Главан Ігор Гінич В'єкослав Кобешчак Йошко Крекович Огнєн Кржич Сініша Сколнекович Ратко Штрітоф Тіно Вегар Ренато Врбічич Здеслав Врдоляк Періця Букич Дубравко Шименц                                                     | водне поло | чоловіки   |